# Бордоский дог
Бордоский дог (устар. написание — бордосский; фр. Dogue de Bordeaux, также бордоский мастиф или французский мастиф) —  древняя французская порода собак.

## Происхождение
Бордоский дог очень старая порода, её история уходит далеко в древность, точное происхождение породы не известно. Возможными предками бордоского дога являются тибетские, неаполитанские и греческие мастифы. По одной теории, он является коренной французской породой. По другой теории, дог попал во Францию из Древнеримской Империи вместе с легионами Юлия Цезаря.
Долгое время породу использовали для собачьих боев, также её использовали для охоты и охраны. В XVIII веке, до Французской революции породу держала знать для охраны своих поместий.
В 1863 году на выставке собак во Франции было зарегистрирована 8 догов, абсолютно не похожих друг на друга. Породу делили на 3 типа: парижский тип, тулузский тип и бордосский тип.
Почти через век, в 1954 году породу признала Международная Кинологическая Федерация.
Известной порода стала после выхода на телеэкраны кинофильма «Тернер и Хуч».

## Внешний вид
- Бордоский дог — довольно крупная собака, обладающая несколько необычным телосложением. Вес таких собак может достигать девяноста килограммов. Дело в том, что тело у представителей данной породы слегка приземисто, оно довольно крупное и мускулистое.
- Всё тело бордоского дога покрыто толстой кожей, образующей многочисленные складки.
- Шерсть густая, но очень короткая, плотно прилегающая к коже.
- Окрас — однотонный, допускающий все оттенки рыжеватого (от цвета красного дерева до изабеллового). Небольшие белые пятна допустимы на груди и на концах пальцев. Белое пятно на конце хвоста или в области конечностей выше запястья и плюсны — серьёзный недостаток. Белые пятна на голове и корпусе — дисквалифицирующий порок.
- Маска: может быть чёрная, каштановая (раньше называлась «красная» или «красновато-серая») или отсутствовать.
- У них мощная голова, располагающаяся на развитой короткой шее. Она вся покрыта множеством складок, уши чуть более тёмного цвета, чем основной окрас. Передний край уха слегка приподнят. Уши висячие, но не вялые.
- Глаза овальные. Цвет: от орехового до тёмно-коричневого у собак с чёрной маской, в некоторых случаях допустим более светлый цвет глаз.

## Характер
Спокойный, уравновешенный, с высоким порогом ответной реакции. Кобель обычно имеет более сильный характер и более вынослив.